# Hal Blaine
Hal Blaine, nome d'arte di Harold Simon Belsky (Holyoke, 5 febbraio 1929 – Palm Desert, 11 marzo 2019), è stato un batterista statunitense.
È stato il batterista più richiesto al mondo fra la seconda metà degli anni sessanta e i primi anni settanta. Faceva parte del gruppo di musicisti denominato "Wrecking Crew" (storico gruppo composto da session man, spesso associato al produttore Phil Spector). Hal Blaine è stato il batterista più prolifico della storia, per numero di registrazioni discografiche con artisti celeberrimi e per le innumerevoli Hit. Era solito apporre la scritta "Hal Blaine strikes again" (Hal Blaine colpisce ancora) sulle partiture che eseguiva per i vari artisti o nei luoghi in cui si esibiva.  Notevole e importante fu l'apporto dato a brani quali Good Vibrations o altre storiche hits dei Beach Boys.

## Onorificenze
- 40 #1 hit registrate
- 150 top 10 hit registrate
- 35 000 tracce registrate
- Registrazione di 6 brani vincitori consecutivi del Grammy Award alla registrazione dell'anno.
- Introduzione nella Rock and Roll Hall of Fame nella categoria "Sidemen" da marzo del 2000.

## Equipaggiamento
Batterie: ha utilizzato batterie Taye; in particolare la serie "Taye Original". In un periodo precedente era un endorser Ludwig.
Piatti: è sempre stato endorser della Zildjian per la quale adottava il seguente set-up:
- 14" A New Beat hi-hat
- 17" A Thin crash
- 19" A Armand Ride with 3 rivets
- 13" A New Beat hi-hat
- 22" A Medium ride
- 16" A Thin crash

Bacchette: sempre la Zildjian produce le sue bacchette signature da 15 1/4" di lunghezza e 0.500" di diametro.
Pelli: della Remo Drumheads.